# From Dusk Till Dawn
From Dusk Till Dawn är en amerikansk film från 1996, regisserad av Robert Rodriguez. Även om filmen marknadsförts som en action-skräckfilm kan det diskuteras om filmen egentligen är en svart komedi.

## Handling
Texas Ranger Earl McGraw (som även figurerar i Kill Bill, Planet Terror och Death Proof) besöker en lokal spritbutik där en eldstrid utbryter. Prästfamiljen Fuller som består av Jacob Fuller, hans dotter Kate och hans adopterade son Scott är på semester i El Paso, eftersom Jacob har tjänstledigt för att han börjat tappa sin tro. Familjen Fuller tas som gisslan, och tas till Mexiko där de tas till en bar full med motorcyklister, lastbilsförare, strippor och prostituerade där ett antal slagsmål utbryter. Det uppdagas att en av de närvarande på baren har grönt blod, och vederbörande förvandlar sig från strippa till vampyr, en förvandling återstoden av barens personal sedan också genomgår. De gäster som dött i handgemägen börjar vakna till liv som vampyrer, och folk blir vampyrbitna till höger och vänster. Några av de överlevande människorna gömmer sig i ett lagerrum, där de improviserar ihop ett antal vapen lämpliga för strid mot vampyrer, bland annat ett krucifix. Mot slutet av striden går solen upp, och därmed dör alla vampyrer och baren slukas av lågor.

## Rollista
| George Clooney    | – Seth Gecko                        |
| Quentin Tarantino | – Richard "Richie" Gecko            |
| Harvey Keitel     | – Jacob Fuller                      |
| Juliette Lewis    | – Kate Fuller                       |
| Ernest Liu        | – Scott Fuller                      |
| Salma Hayek       | – Santánico Pandemonium             |
| Cheech Marin      | – gränsvakten / Chet Pussy / Carlos |
| Danny Trejo       | – Razor Charlie                     |
| Tom Savini        | – Sex Machine                       |
| Fred Williamson   | – Frost                             |
| Michael Parks     | – Texas Ranger Earl McGraw          |
| Brenda Hillhouse  | – gisslan Gloria Hill               |
| John Saxon        | – FBI Agent Stanley Chase           |
| Marc Lawrence     | – Old Timer                         |
| Kelly Preston     | – nyhetsuppläsare Kelly Houge       |
| John Hawkes       | – Pete Bottoms                      |
| Tito & Tarantula  | – The Titty Twister House Band      |

## Om filmen
Quentin Tarantino började skriva på manuset efter att han belönades med en Oscar för Pulp Fiction. Han skrev manuset som en tjänst för sminkören Robert Kurtzman, eftersom han stod för sminket i Tarantinos Reservoir Dogs gratis. Det var först tänkt att Tarantino skulle regissera filmen men valde att stå över så han kunde fokusera mer på manuset och för sin roll som "Richie". Kurtzman, som stod för filmens story, kunde inte heller regissera filmen så Tarantino visade manuset för Robert Rodriguez, som gick med på att stå för regin.

## Filmpriser

### Vunna priser
- Academy of Science Fiction, Fantasy & Horror Films, USA
  - Bästa manliga huvudroll - George Clooney
  - Bästa skräckfilm
- Amsterdam Fantastic Film Festival
  - Robert Rodriguez
- MTV Movie Awards
  - Bästa manliga huvudroll - George Clooney

### Nomineringar
- Academy of Science Fiction, Fantasy & Horror Films, USA
  - Bästa regissör - Robert Rodriguez
  - Bästa smink
  - Bästa manliga biroll - Harvey Keitel
  - Bästa manliga biroll - Quentin Tarantino
  - Bästa kvinnliga biroll - Juliette Lewis
  - Bästa skrivande - Quentin Tarantino
- Razzie Awards
  - Sämsta manliga biroll - Quentin Tarantino